# Westjapan
Als Westjapan (jap. 西日本, Nishi-Nihon oder Nishi-Nippon) bezeichnet man in einer groben, rechtlich nicht festgelegten regionalen Unterteilung Japans etwa die westliche Hälfte des Landes. Im Gegensatz zu Ostjapan umfasst es dann die Regionen Kyūshū (Südjapan), Shikoku, Chūgoku, Kinki und je nach Definition Teile von Chūbu. Bei einigen Präfekturen Chūbus variiert die Zuordnung zu Westjapan oder Ostjapan.

## Verwendung

Stromnetz Japans mit lokaler Frequenzangabe

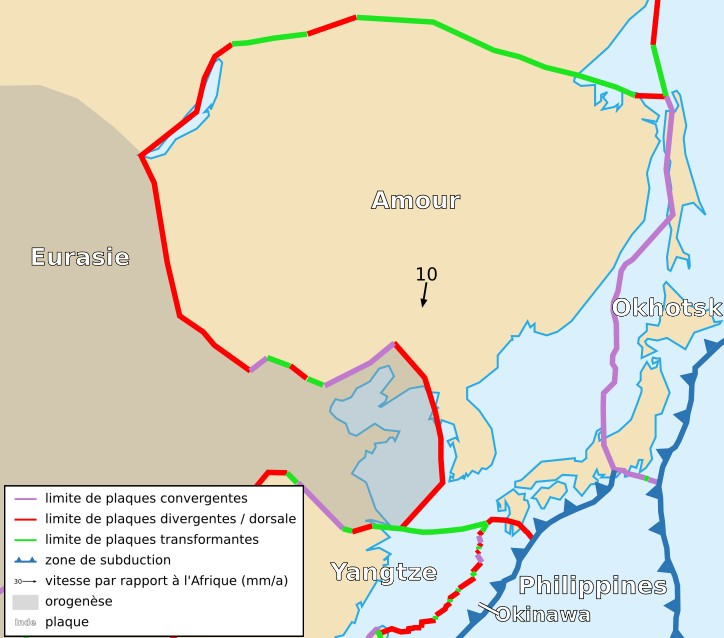
Umrisse der diskutierten Amurplatte mit Westjapan, Ostjapan auf der Ochotsk-Platte

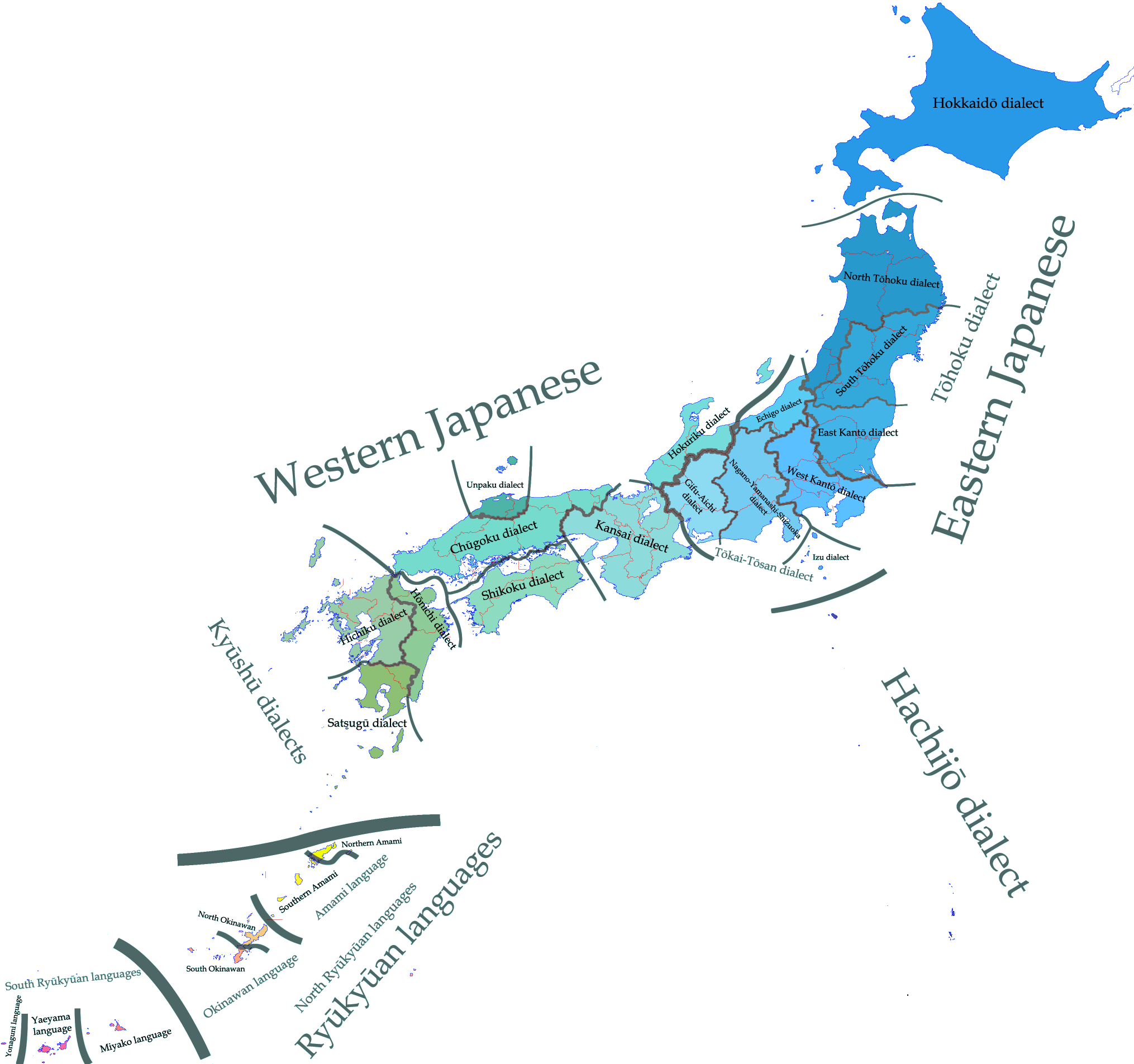
Japanische Dialekte, die ostjapanischen Dialekte in Blautönen, die westjapanischen in Grüntönen

Die Einteilung Japans in Ostjapan und Westjapan ist nicht rechtlich festgelegt. Deshalb findet diese Einteilung ihren größten Gebrauch im Volk. So wird oftmals die Herkunft eines Japaners auch daher kategorisiert, ob er aus dem „Osten“ oder „Westen“ kommt.
Verwendet wird der Begriff unter anderem in einer Reihe von Namen von regional aufgeteilten, ehemals öffentlichen Unternehmen wie z. B. den Verkehrsgesellschaften JR Nishi-Nihon, Nishi-Nippon Kōsokudōro, oder sonstigen Organisationen wie der Nishi-Nihon Sangyō Bōeki Convention Kyōkai (西日本産業貿易コンベンション協会, engl. West Japan Industry and Trade Convention Association).
Die Unterteilung in West und Ost hat auch Bedeutung im Stromnetz, wobei Ostjapan mit einer Netzfrequenz von 50 Hz und Westjapan mit einer Netzfrequenz von 60 Hz versorgt wird.
Geologisch trennt eine Verwerfung, die Itoigawa-Shizuoka-Linie (engl. kurz ISTL) zwischen der Amur- und der Ochotsk-Mikroplatte (deren Eigenständigkeit umstritten ist), Ost- von Westjapan.

Sprachwissenschaftlich werden die Dialekte Westjapans als Nishi-Nihon hōgen (西日本方言) oder Seibu hōgen (西部方言) gruppiert, und weiter regional differenziert. Die Trennlinie zwischen ost- und westjapanischen Dialekten wird auch als Itoigawa-Hamana-See-Linie bezeichnet.

## Unterteilung
Westjapan besteht aus folgenden Regionen und deren Präfekturen:
| - Kyūshū (ggf. als Südjapan separat gesehen) - Fukuoka - Saga - Nagasaki - Kumamoto - Ōita - Miyazaki - Kagoshima - Okinawa - Shikoku - Tokushima (manchmal zu Südjapan) - Kagawa - Ehime - Kōchi (manchmal zu Südjapan) - Chūgoku - Tottori - Shimane - Okayama - Hiroshima - Yamaguchi (manchmal zu Südjapan) | - Kinki - Mie (ggf. zu Zentraljapan) - Shiga - Kyōto - Osaka - Hyōgo - Nara - Wakayama - Chūbu (variiert nach Definition; teilweise wird Zentraljapan separat gesehen) - Kōshin’etsu - ( Niigata, fast immer zu Ostjapan gezählt) - ( Yamanashi, teilweise zu Kantō und fast immer zu Ostjapan gezählt) - ( Nagano, fast immer zu Ostjapan gezählt) - Hokuriku ohne Niigata (z. B. durch den Hokuriku-Dialekt kulturell westjapanisch) - Toyama (oft zu Westjapan) - Ishikawa (oft zu Westjapan) - Fukui (oft zu Westjapan) - Tōkai - Gifu (manchmal zu Westjapan) - ( Shizuoka, fast immer zu Ostjapan gezählt; Ausnahme z. B. NTT) - Aichi (manchmal zu Westjapan) |

## Unterschiede und Gemeinsamkeiten mit Ostjapan
Sowohl Ostjapan als auch Westjapan besitzen ein urbanes Ballungsgebiet, bei Ostjapan besteht dieses aus den Städten Tokio, Yokohama, Kawasaki, Saitama und Chiba und in Westjapan aus Kyōto, Osaka und Kōbe. Trotz des deutlich größeren Ballungsgebietes in Kantō hat Ostjapan weniger Einwohner, da es zumal kleiner ist als Westjapan, zudem zwei der drei Regionen Ostjapans (Hokkaidō und Tōhoku) sehr dünn besiedelt sind und fast nur landwirtschaftlich genutzt werden – während man bei Westjapan sagen kann, dass es relativ gleichmäßig normal besiedelt ist, wenn man von dem Ballungsgebiet und Shikoku absieht. Tokio und Osaka, welche die wichtigsten Handelsstädte und zugleich die größten Städte der jeweiligen Japanhälften darstellen, sind durch eine Shinkansen-Linie miteinander verbunden, was viele Arbeitsplätze in der jeweils anderen Stadt ermöglicht und beiden Städten zugutekommt.

## Liste der größten Städte
Folgende Liste beinhaltet die zehn größten Städte, die im allerweitesten Sinne Westjapan zugerechnet werden können. Das kulturelle Herz Westjapans ist Kansai mit Osaka, Kyōto und Kōbe. Die Chūkyō-Metropolregion um Nagoya wird vielfach zu Ostjapan gezählt, in anderen Kontexten wird es als Zentrum einer eigenen Region, Zentraljapans (Naka-Nihon), verstanden. Der Ballungsraum Nordkyūshū (der sich auch in die Präfektur Yamaguchi auf Honshū erstreckt) ist der viertgrößte Japans und das Zentrum Südjapans, sofern es als eigenständige Region verstanden wird.
| Stadt      | Einwohnerzahl (VZ 2005) | Präfektur |
| ---------- | ----------------------- | --------- |
| Osaka      | 2.628.811               | Osaka     |
| Nagoya     | 2.215.065               | Aichi     |
| Kōbe       | 1.525.393               | Hyōgo     |
| Kyōto      | 1.474.811               | Kyōto     |
| Fukuoka    | 1.401.279               | Fukuoka   |
| Hiroshima  | 1.154.391               | Hiroshima |
| Kitakyūshū | 993.525                 | Fukuoka   |
| Sakai      | 830.966                 | Osaka     |
| Niigata    | 813.847                 | Niigata   |
| Hamamatsu  | 804.032                 | Shizuoka  |